# O Gud, som åter värdes mig
O Gud, som åter värdes mig är en psalm med text skriven av Johan Olof Wallin.

## Publicerad i
- 1819 års psalmbok som nr 422 under rubriken "Kristligt sinne och förhållande".[1]